# Микара, Людовико
Людовико Микара (итал. Ludovico Micara; 12 октября 1775, Фраскати, Папская область — 24 мая 1847, Рим, Папская область) — итальянский куриальный кардинал, капуцин. Вице-декан Священной Коллегии кардиналов с 19 ноября 1843 по 22 января 1844. Префект Священной конгрегации обрядов с 28 ноября 1843 по 1 мая 1844. Префект Священной конгрегации церемониала с 1 мая 1844 по 24 мая 1847. Декан Священной Коллегии кардиналов с 17 июня 1844 по 24 мая 1847.  Кардинал in pectore с 20 декабря 1824 по 13 марта 1826. Кардинал-священник с титулом церкви Санти-Куаттро-Коронати с 13 марта 1826 по 2 октября 1837. Кардинал-епископ Фраскати с 2 октября 1837 по 17 июня 1844. Кардинал-епископ Остии и Веллетри с 17 июня 1844 по 24 мая 1847.